# RU Ursae Minoris
Désignations
RU Ursae Minoris est une étoile binaire de la constellation circumpolaire de la Petite Ourse, distante d'environ ∼ 932 a.l. (∼ 286 pc) de la Terre. Il s'agit d'une variable à éclipses de type Beta Lyrae dont la magnitude apparente varie de 10 à 10,66 sur une période de 0,52 jours, cette variation étant due au passage d'une étoile devant l'autre relativement aux observateurs terrestres,.
Le système est constitué par une composante primaire de type spectral F0IV/V et une composante secondaire de type spectral K5V, toutes les deux étant cependant légèrement plus lumineuses que les étoiles ordinaires de leur type spectral. Il s'agit d'une binaire semi-détachée, avec l'étoile secondaire qui est en train de remplir son lobe de Roche et qui transfère de la matière à l'étoile primaire. L'étoile primaire est entre 2,2 et 2,3 fois plus massive que le Soleil, fait 1,8 fois son rayon et environ 8 fois sa luminosité. L'étoile secondaire est 0,72 fois aussi massive que le Soleil, mais son rayon vaut 1,1 fois celui du Soleil et sa luminosité vaut 0,58 à 0,86 fois celle du Soleil.
La période orbitale du système décroît très lentement, d'environ 0,15 seconde par an, suggérant que ses composantes se rapprochent et que le système évoluera vers une étoile binaire à contact.